# Jones Valley (Antarktika)
Das Jones Valley ist ein verschneites Tal im westantarktischen Queen Elizabeth Land. In der südlichen Neptune Range liegt es zwischen den West Prongs und dem Gebirgskamm Elliott Ridge.
Der United States Geological Survey kartierte das Tal anhand eigener Vermessungen und Luftaufnahmen der United States Navy aus den Jahren zwischen 1956 und 1966. Das Advisory Committee on Antarctic Names benannte es 1968 nach Leutnant James G. L. Jones von der US Navy, der im antarktischen Winter 1958 zur Mannschaft auf der Ellsworth-Station gehört hatte.